# ديفيد أميس (سياسي)
ديفيد أميس (26 مارس 1952 - 15 أكتوبر 2021) كان سياسيًا بريطانيًا انتُخب نائبًا في البرلمان البريطاني عن دائرة ساوثإيند الغربية منذ مايو 1997 حتى اغتياله في أكتوبر 2021.

## حياته
درس الاقتصاد في جامعة بورنماوث، ثم عمل في مهن قصيرة كمدرس في مدرسة ابتدائية، ومستشارا للتوظيف. انتُخب مستشارا محافظا عن ريدبريدج عام 1982 وعضوا في البرلمان عن باسيلدون عام 1983.
في الحكومة، كان أعلى منصب له هو السكرتير البرلماني الخاص لميخائيل بورتيو لمدة اثني عشر عاما. كان أكثر بروزا كعضو نواب، حيث خدم في العديد من اللجان المختارة ورعى العديد من التشريعات، بما في ذلك قانون الحماية ضد الربط القاسي (1988) وقانون الحفاظ على الطاقة والمنازل الدافئة (2000). وشملت الأسباب التي دعا من أجلها الرفق بالحيوان ودعم أولئك الذين يعانون من الانتباذ البطاني الرحمي.
أميس هو كاثوليكي محافظ اجتماعيا عارض الإجهاض وزواج المثليين، تضمنت آراؤه السياسية دعما لإعادة تطبيق عقوبة الإعدام وخروج بريطانيا من الاتحاد الأوروبي. تزوج عام 1983، ورُزق بخمسة أطفال، من بينهم ممثلة هوليوود كاتي أميس.
في 15 أكتوبر 2021، طُعِنَ أميس عدة مرات في كنيسة بلفيزر المعمدانية في مقاطعة إسكس أثناء لقاء كان يعقده مع ناخبين من دائرته. مات في مكان الحادث. قُبض على مواطن بريطاني يبلغ من العمر 25 عاما لديه معتقدات إسلامية متطرفة واعتُقل بموجب قانون الإرهاب.

## نشأته
ولد ديفيد أنتوني أندرو أميس في 26 مارس 1952 في بلايستو، إسيكس. التحق بمدرسة سانت أنتوني، ثم مدرسة سانت بونافنتورا الكاثوليكية، وهي مدرسة مستقلة في شارع بولين في فورست جيت. قال إن اهتماماته السياسية تنبع من الفترة التي قضاها في سانت بونافنتورا، حيث دافع عن الحزب الثوري، الذي كانت مطالبه الرئيسية هي الحد الأدنى من مصروف الجيب وإلغاء الواجبات المدرسية؛ عندما كان طفلاً، كان يعاني من التأتأة، وأدى علاج النطق لتصحيح ذلك إلى فقدان لهجته الطبيعية. التحق أميس بكلية بورنماوث للتكنولوجيا (الآن كلية العلوم والتكنولوجيا بجامعة بورنماوث)، حيث حصل على درجة البكالوريوس في الاقتصاد. درّس أميس الأطفال المعاقين في مدرسة القديس يوحنا المعمدان الابتدائية في بيثنال غرين لمدة عام (1970)، قبل أن يصبح مستشارًا للتوظيف.